# می‌رکی
می‌رکی (به ژاپنی: 明暦 Meireki) نام عصر ژاپنی (ننگو) در دوره ادو بود. این دوره بعد از جوئو و قبل از مانجی بود. این دوره از آوریل ۱۶۵۵ تا ژوئیه ۱۶۵۸ ادامه داشت. در این دوره امپراتور گو-سای امپراتور ژاپن بود.